# Reserve Creek
Reserve Creek är en ort i Australien. Den ligger i kommunen Tweed och delstaten New South Wales, i den sydöstra delen av landet, omkring 650 kilometer norr om delstatshuvudstaden Sydney. Antalet invånare är 213.
Närmaste större samhälle är Tweed Heads, omkring 20 kilometer norr om Reserve Creek. 
Omgivningarna runt Reserve Creek är en mosaik av jordbruksmark och naturlig växtlighet. Genomsnittlig årsnederbörd är 1 876 millimeter. Den regnigaste månaden är januari, med i genomsnitt 327 mm nederbörd, och den torraste är oktober, med 40 mm nederbörd.